# Vem, kam grem
Vem, kam grem (angleško I Know Where I'm Going!) je britanski črno-beli romantični film iz leta 1945, ki sta zanj napisala scenarij, ga režirala in producirala Michael Powell in Emeric Pressburger. V glavnih vlogah nastopata Wendy Hiller in Roger Livesey, v stranskih pa med drugimi Pamela Brown in Finlay Currie. Naslov filma se nanaša na istoimensko škotsko ljudsko pesem, prvič zapisano v 19. stoletju, ki je tudi uporabljena v filmu. Zgodba prikazuje 25-letno Angležinjo srednjega sloja Joan Webster (Hiller), ki potuje iz domačega Manchestra do otočka Kiloran v Hebridih, da bi se poročila z bogatim industrialcem Robertom Bellingerjem. Zaradi slabega vremena obtiči na sosednjem otoku Mull, kjer se ob čakanju na izboljšanje zaljubi v Torquila MacNeila (Livesey).
Film je bil premierno prikazan 16. novembra 1945 v britanskih kinematografih, kjer je bil uspešen, dve leti za tem pa še v ameriških. Naletel je na dobre ocene kritikov.

## Vloge
- Wendy Hiller kot Joan Webster
- Roger Livesey kot Torquil MacNeil aka Kiloran
- Pamela Brown kot Catriona Potts
- Finlay Currie kot Ruairidh Mhór
- George Carney kot g. Webster
- Nancy Price kot ga. Crozier
- Catherine Lacey kot ga. Robinson
- Jean Cadell kot poštarka
- John Laurie kot John Campbell
- Valentine Dyall kot g. Robinson
- Norman Shelley kot Sir Robert Bellinger (glas)
- Margot Fitzsimons kot Bridie
- Murdo Morrison kot Kenny
- stotnik C.W.R. Knight kot polkovnik Barnstaple
- Walter Hudd kot Hunter
- John Rae kot stari pastir
- Anthony Eustrel kot Hooper
- Herbert Lomas kot g. Campbell
- Graham Moffatt kot RAF Sergeant
- Petula Clark kot Cheril